# アハマド・ハサン
アハマド・ハサン（アラビア語: أحمد حسن）とはエジプト出身の元サッカー選手。元エジプト代表。ポジションはMF。
国際Aマッチ184試合出場はエジプト代表史上最多であり、クリスティアーノ・ロナウドに抜かれるまで男子サッカー史上最多出場者であった。エジプトのみならず、アフリカにおいても史上最高の選手の一人として数えられる。

## 経歴

### クラブ
エジプト2部のアスワンSCでプロキャリアを開始した。当初は右サイドバックだった。1シーズンを過ごしたあと、1部のアル・イスマイリーSCに移籍。1997年のエジプト・カップ優勝に貢献。1998年のアフリカネイションズカップでの活躍が注目されトルコのコジャエリスポルに移籍、その後30歳までトルコでキャリアを続けた。2006年にトルコの名門ベシクタシュでトルコ・カップ優勝。若い選手をターゲットにしスカウトすることで有名だった元フランス代表ジャン・ティガナは彼を「才能のある勤勉な選手だ」を語った。
優勝した2006年のアフリカネイションズカップで大会最優秀に輝くと30歳であったにもかかわらずフラム、レンジャーズ、ニューカッスルユナイテッド、エスパニョールといった名門クラブから獲得オファーが来た。最終的にはベルギーのRSCアンデルレヒトへ移籍。攻撃的ミッドフィールダーとしての活躍が期待された。ハサンはその言葉通りの活躍を見せ、UEFAチャンピオンズリーグ出場権獲得に貢献した。また、リーグ優勝、カップ優勝ともに1回経験した。
2008年、ハサンは母国でキャリアを終えるためエジプトのアル・アハリへ移籍した。選手として晩年を迎えていたにもかかわらず、初年度にCAFチャンピオンズリーグ優勝、リーグ3連覇に貢献した。2011年にアル・ザマレクへ移籍。2013年のエジプト・カップ優勝を最後に現役を引退した。

### 代表
20歳を迎えた1995年に代表デビュー。その後、8回アフリカネイションズカップに出場し1998年、2006年、2008年、2010年に優勝を収めた。1998年のアフリカネイションズカップ決勝では開始5分にスーパーミドルを決め優勝に貢献した。2006年大会では4得点を挙げ、決勝のコートジボワールとのPK戦では一番手を務め成功させ優勝に貢献。大会最優秀選手にも選ばれた。2010年大会でも大会最優秀選手に選ばれている。個人での出場8回、優勝4回は大会最多記録である。
2012年3月27日のケニア代表との親善試合で当時の国際Aマッチ最多、サッカー史上最多の184試合目を記録した。この記録はギネス世界記録として認定された。また、ワールドカップとは生涯縁がなかった。

## 代表歴

### 試合数
| サッカーエジプト代表 | サッカーエジプト代表 | サッカーエジプト代表 |
| 期間                 | 出場                 | 得点                 |
| -------------------- | -------------------- | -------------------- |
| 1995–2012            | 184                  | 33                   |

### 得点
- エジプトのゴールを最初に記載[4][1]

| #   | 日付           | 場所                                                       | 対戦相手         | スコア | 結果 | 大会                                 |
| --- | -------------- | ---------------------------------------------------------- | ---------------- | ------ | ---- | ------------------------------------ |
| 1.  | 1996年11月8日  | カイロ国際スタジアム、エジプト                             | ナミビア         | 2–0    | 7–1  | 1998 FIFAワールドカップ予選          |
| 2.  | 1997年7月27日  | アレクサンドリアスタジアム、エジプト                       | エチオピア       | 7–1    | 8–1  | アフリカネイションズカップ1998予選   |
| 3.  | 1997年12月18日 | アスワンスタジアム、エジプト                               | トーゴ           | 2–0    | 7–2  | 親善試合                             |
| 4.  | 1998年2月28日  | スタッド・ドゥ・キャトル＝ウ、ブルキナファソ               | 南アフリカ共和国 | 1–0    | 2–0  | アフリカネイションズカップ1998       |
| 5.  | 1999年7月27日  | エスタディオ・アステカ、メキシコ                           | メキシコ         | 1–2    | 2–2  | FIFAコンフェデレーションズカップ1999 |
| 6.  | 2001年1月14日  | カイロ国際スタジアム、エジプト                             | リビア           | 2–0    | 4–0  | アフリカネイションズカップ2002予選   |
| 7.  | 2001年1月14日  | カイロ国際スタジアム、エジプト                             | リビア           | 3–0    | 4–0  | アフリカネイションズカップ2002予選   |
| 8.  | 2003年2月12日  | カイロ国際スタジアム、エジプト                             | デンマーク       | 1–0    | 1–4  | 親善試合                             |
| 9.  | 2003年6月8日   | ポートサイド・スタジアム、エジプト                         | モーリシャス     | 6–0    | 7–0  | 2004アフリカネイションズカップ予選   |
| 10. | 2003年6月8日   | ポートサイド・スタジアム、エジプト                         | モーリシャス     | 7–0    | 7–0  | 2004アフリカネイションズカップ予選   |
| 11. | 2003年6月8日   | ポートサイド・スタジアム、エジプト                         | ルワンダ         | 4–0    | 5–1  | 親善試合                             |
| 12. | 2003年6月8日   | ポートサイド・スタジアム、エジプト                         | ルワンダ         | 5–0    | 5–1  | 親善試合                             |
| 13. | 2004年7月4日   | スタッドドゥラミティエ、ベナン                             | ベナン           | 1–2    | 3–3  | 2006 FIFAワールドカップ予選          |
| 14. | 2004年9月5日   | オスマーン・アハマド・オスマーン・スタジアム、エジプト     | カメルーン       | 2–0    | 3–2  | 2006 FIFAワールドカップ予選          |
| 15. | 2005年3月27日  | オスマーン・アハマド・オスマーン・スタジアム、エジプト     | リビア           | 3–1    | 4–1  | 2006 FIFAワールドカップ予選          |
| 16. | 2005年5月27日  | アル・サダーカ・ワル・サラーム・スタジアム、クウェート     | クウェート       | 1–0    | 1–0  | 親善試合                             |
| 17. | 2006年1月20日  | カイロ国際スタジアム、エジプト                             | リビア           | 3–0    | 3–0  | アフリカネイションズカップ2006       |
| 18. | 2006年2月3日   | カイロ国際スタジアム、エジプト                             | コンゴ民主共和国 | 1–0    | 4–1  | アフリカネイションズカップ2006       |
| 19. | 2006年2月3日   | カイロ国際スタジアム、エジプト                             | コンゴ民主共和国 | 4–1    | 4–1  | アフリカネイションズカップ2006       |
| 20. | 2006年2月7日   | カイロ国際スタジアム、エジプト                             | セネガル         | 1–0    | 2–1  | アフリカネイションズカップ2006       |
| 21. | 2006年9月2日   | カイロ国際スタジアム、エジプト                             | ブルンジ         | 4–0    | 4–1  | アフリカネイションズカップ2008予選   |
| 22. | 2007年6月3日   | スタッド・オランピック (ヌアクショット)、モーリタニア      | モーリタニア     | 1–1    | 1–1  | アフリカネイションズカップ2008予選   |
| 23. | 2008年1月5日   | アスワンスタジアム、エジプト                               | ナミビア         | 2–0    | 3–0  | 親善試合                             |
| 24. | 2008年6月6日   | スタッド・ナショナル・エル・ハジ・ハッサン・グレド、ジブチ | ジブチ           | 3–0    | 4–0  | 2010 FIFAワールドカップ予選          |
| 25. | 2008年10月12日 | カイロミリタリーアカデミースタジアム、エジプト             | ジブチ           | 2–0    | 4–0  | 2010 FIFAワールドカップ予選          |
| 26. | 2009年1月23日  | カイロ国際スタジアム、エジプト                             | ケニア           | 1–0    | 1–0  | 親善試合                             |
| 27. | 2009年9月5日   | アマホロスタジアム、ルワンダ                               | ルワンダ         | 1–0    | 1–0  | 2010 FIFAワールドカップ予選          |
| 28. | 2009年10月2日  | ペトロスポーツスタジアム、エジプト                         | モーリシャス     | 2–0    | 4–0  | 親善試合                             |
| 29. | 2010年1月12日  | エスタディオナシオナルデオンバカ、アンゴラ                 | ナイジェリア     | 3–1    | 3–1  | アフリカネイションズカップ2010       |
| 30. | 2010年1月25日  | エスタディオナシオナルデオンバカ、アンゴラ                 | カメルーン       | 2–1    | 3–1  | アフリカネイションズカップ2010       |
| 31. | 2010年1月25日  | エスタディオナシオナルデオンバカ、アンゴラ                 | カメルーン       | 3–1    | 3–1  | アフリカネイションズカップ2010       |
| 32. | 2010年8月11日  | カイロ国際スタジアム、エジプト                             | コンゴ民主共和国 | 5–1    | 6–3  | 親善試合                             |
| 33. | 2012年2月27日  | サーニー・ビン・ジャーシム・スタジアム、カタール           | ケニア           | 2–0    | 5–0  | 親善試合                             |

## タイトル

### クラブ
イスマイリーSC
- エジプト・カップ: 1997

ベシクタシュJK
- トルコ・カップ: 2005-06

RSCアンデルレヒト
- ジュピラー・プロリーグ: 2006-07
- ベルギー・カップ: 2007-08
- ベルギー・スーパーカップ: 2007

アル・アハリ
- エジプト・プレミアリーグ: 2008-09, 2009-10, 2010-11
- エジプト・スーパーカップ: 2008, 2010
- CAFチャンピオンズリーグ: 2008
- CAFスーパーカップ: 2009

アル・ザマレク
- エジプト・カップ: 2013

### 代表
エジプト代表
- アフリカネイションズカップ: 1998, 2006, 2008, 2010

### 個人
- アフリカネイションズカップ最優秀選手: 2006, 2010
- アフリカ国際クラブプレーヤーオブザイヤー: 2010[5][6]
- アフリカネイションズカップドリームチーム: 2006, 2010

## 引退後

### 招致大使
ベルギーとの関りが深い関係で、2018/2022 FIFAワールドカップ開催地決定投票においてオランダのルート・フリットと共に大使に選ばれた。

### チャリティー活動
難民と孤児のための国際サッカー大会である、SATUCカップの会長を務める。